# 陈静怡
陈静怡（1967年—），江苏太仓人，汉族，中华人民共和国政治人物、第十一届全国人民代表大会江苏地区代表。
毕业于江苏教育学院教育管理专业，担任江苏省太仓市实验幼儿园主任。2008年起担任全国人大代表。